# Barcita expallida
Barcita expallida là một loài bướm đêm trong họ Noctuidae.